# Accalathura bassi
Accalathura bassi là một loài chân đều trong họ Leptanthuridae. Loài này được Poore miêu tả khoa học năm 1981.